# Nelma Costa
Nelma da Costa (1 de febrero de 1922 – 30 de diciembre de 2023) fue una actriz brasileña. Fue la única actriz sobreviviente de la era del cine mudo brasileño y la última protagonista de Cinédia.

## Vida y carrera
Nelma Costa nació el 1 de febrero de 1922 en la ciudad de Río de Janeiro. Era descendiente de una familia vinculada a las artes, siendo hija de los actores Álvaro Costa y Cora Costa. Sus abuelos maternos, Caetano Magiolli y Livia Magiolli, también eran actores.
La carrera de Costa comenzó en 1925, a los tres años, cuando empezó a participar en anuncios de jabón grabados para el cine. En 1928, invitada por Olavo de Barros, debutó en el teatro en la opereta Kenai. En 1937 se incorporó a la compañía teatral de Jaime Costa y también a la de Mesquitinha. Junto a Ítala Ferreira, Custódio Mesquita y Jaime Costa, participó, en 1939, en la obra Carlota Joaquina, primera representación teatral de la familia imperial brasileña.
En 1939, por invitación de Humberto Mauro, participó en el cortometraje Um Apólogo, junto con Déa Selva y narrado por Lúcia Miguel Pereira. Más tarde se convirtió en una estrella de Cinédia, habiendo actuado en O Dia é Nosso (1941), Corações Sem Piloto, Caídos do Céu (1946) y Aguenta Firme, Isidoro (1951), siendo dirigida por Luiz de Barros en estas tres últimas películas.
Tras casarse en 1947, se fue alejando gradualmente de los escenarios. Durante muchos años fue actriz de radio, hasta que se retiró en la década de 1960.

## Vida personal y muerte
Estuvo casada con Janos Soares. En febrero de 2023 festejó su centésimo primer cumpleaños. y murió en Río de Janeiro el 30 de diciembre de 2023, a la edad de 101 años.

## Filmografía
| Año  | Título                 | Papel            | Director         |
| ---- | ---------------------- | ---------------- | ---------------- |
| 1939 | Um Apólogo             | Agulha           | Humberto Mauro   |
| 1941 | O Dia é Nosso          | Enfermeira Laura | Milton Rodrigues |
| 1944 | Corações Sem Piloto    | Mocinha          | Luiz de Barros   |
| 1946 | Caídos do Céu          | Olinda           | Luiz de Barros   |
| 1951 | Aguenta Firme, Isidoro | Rita Molina      | Luiz de Barros   |

## Créditos teatrales
- 1928 - Kenai
- 1931 - Berenice
- 1937 - O Gosto da Vida
- 1937 - Assim... Não É Pecado
- 1938 - Malibu
- 1938 - O Homem Que Nasceu Duas Vezes
- 1938 - Tinoco
- 1939 - A Flor da Família
- 1941 - Ciumenta
- 1941 - Hotel da Felicidade
- 1941 - Tudo pela Moral
- 1941 - Casado sem Ter Mulher
- 1942 - A Família Lero-Lero
- 1942 - Emboscada Nazista
- 1942 - O Burguês Fidalgo
- 1942 - O Menino Jesus
- 1943 - A Família Lero-Lero
- 1943 - Emboscada Nazista
- 1945 - Grande Marido
- 1945 - Momo na Fila
- 1945 - O Costa do Castelo
- 1945 - O Meu Nome É Doutor
- 1946 - O 13º Mandamento
- 1946 - Onde Está Minha Família?
- 1946 - Venha a Nós...
- 1947 - A Canção de Nápoles